# Sidi Embarek
Sidi Embarek (em árabe: سيدي مبارك) é uma cidade e comuna localizada na província de Bordj Bou Arreridj, Argélia. Segundo o censo de 2008, a população total da cidade era de 11 641 habitantes.